# Liră din Insula Man
Lira din Insula Man (în engleză Manx pound sau Isle of Man pound, pe scurt pound; în manx Punt Manninagh) este unitatea monetară a insulei Man, care face parte de Dependențele coroanei Britanice.
Lira din Insula Man nu are cod ISO 4217, dar codul neoficial este IMP. Paritatea lirei din Insula Man este fixată cu lira sterlină (1 liră din Insula Man = 1 GBP). Insula Man este în uniune monetară cu Regatul Unit, astfel că monedele și bancnotele de lire sterline sunt valabile pe insula Man, dar lira din Insula Man nu este valabilă în Regatul Unit.
Primele monede pe insula Man au fost emise în 1668 de John Murrey (un negustor din Douglas).

### Monede
Primele monede de un penny au fost emise deja în 1668 și sunt cunoscute pe numele Murrey pennies. Ele arătau o triscela care este simbolul insulei Man și deviza insulei Quocunque Gesseris Stabit (sic) (în limba română: Orice ai arunca, va sta). Deviza a fost corectată pe monede la început de secolul al XVIII în Quocunque Jeceris Stabit).

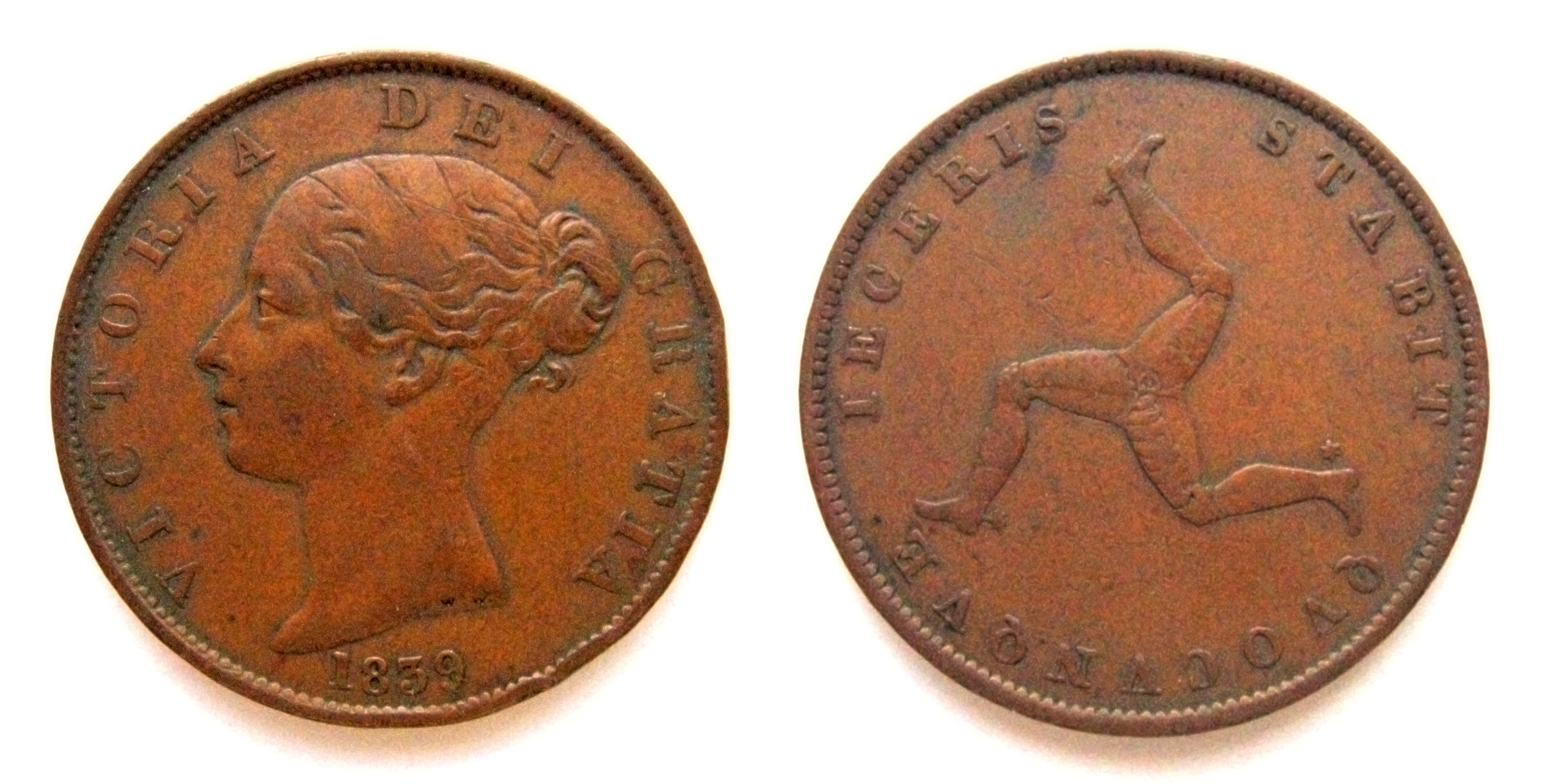
Penny din insula Man din 1839

În 1709 monede de ½ p și de 1 p au fost emise de către guvernului insulei Man. Ilustrația pe monede a fost schimbată de mai multe ori. În 1839 au apărut monede de 1 farthing, ½ p și 1 p cu portretul Reginei Victoria a Regatului Unit. A fost ultima ediția de monede pe insula Man până în 1971.
În 1971 monede de ½, 1, 2, 5, 10 și 50 "new pence" au fost emise. Cuvântul "new" a fost eliminat de pe monede în 1976. Monede de £1 au fost introduse în 1978, de 20 p în 1982 și de £2 în 1998. Piesele de 1 și 2 p sunt făcute din oțel cu un înveliș de cupru; piesele de 5, 10, 20 și 50 p din cupru-nichel, piesa de £1 din nichel-alamă, piesa de £2 este bimetalică (interiorul din cupru-nichel și exteriorul din nichel-alamă) și piesa de £5 din cupru-nichel. Aversul pieselor poartă portretul regelui sau reginei și inscripția "ISLE OF MAN". Reversul pieselor poartă o ilustrație, care este schimbată la fiecare câțiva ani.

### Bancnote
Primele bancnote de 1 liră au fost emise de către Isle of Man Banking Company în 1865. Bancnote de £5 au apărut în 1894. Actual există bancnote de 1, 5, 10, 20 și 50 lire.